# Mitostoma olgae
Espèce
Synonymes
- Nemastoma olgae Šilhavý, 1939

Mitostoma olgae est une espèce d'opilions dyspnois de la famille des Nemastomatidae.

## Distribution
Cette espèce se rencontre au Monténégro, en Croatie et en Macédoine du Nord.

## Description
Le mâle syntype mesure 1,7 mm et la femelle syntype 2 mm.

## Liste des sous-espèces
Selon World Catalogue of Opiliones (11/05/2025) :
- Mitostoma olgae decorum (Šilhavý, 1939)
- Mitostoma olgae kratochvili (Šilhavý, 1939)
- Mitostoma olgae olgae (Šilhavý, 1939)
- Mitostoma olgae zorae Hadži, 1973

## Systématique et taxinomie
Cette espèce a été décrite sous le protonyme Nemastoma olgae par Šilhavý en 1939. Elle est placée dans le genre Mitostoma par Šilhavý en 1966.

## Publications originales
- Šilhavý, 1939 : « Sekáči skupiny Nemastoma chrysomelas [Étude sur les opilions du groupe Nemastoma chrysomelas. » Entomologicke Listy - Folia Entomologica, vol. 2, no 2, p. 105–114.
- Hadži, 1973 : « Novi taksoni suhih južin (Opilionidea) v Jugoslaviji - Neue Taxa der Weberknechte (Opilionidea) aus Jugoslawien. » Razprave Slovenska Akademija Znanosti in Umetnosti SAZU (IV) - Dissertationes Academia Scientiarum et Artium Slovenica, Classis 4, vol. 16, p. 1–120.